# Frunzenszkaja metróállomás
A Frunzenszkaja egy metróállomás a moszkvai metróban, a Szokolnyicseszkaja vonalon. Két szomszédos állomása a Park Kulturi és a Szportyivnaja. Az állomás a Szokolnyicseszkaja első bővítése során épült, 1957-ben nyílt meg. Az állomást viszonylag mélyen, 42 méterrel a felszín alatt építették meg. 2016. január 2-től 2016. december 29-ig felújítások miatt le volt zárva. A munkálatok alatt kicserélték a mozgólépcsőket olyan modellekre, amelyek 40%-kal kevesebb energiát fogyasztottak, és 30%-kal több embert tudtak szállítani.

## Építészete
Az állomás arról híres, hogy az utolsó, amely régi, sztálinista stílusban épült, a később épült állomások díszítésénél törekedtek az egyszerűségre. A márványoszlopos, háromcsarnokos állomás tervezői Robert Pogrebnoj és Jurij Zenkivics voltak. A peronok fölött és a középső csarnokban összesen 24 csillár található, amik az állomás világítását biztosítják. Az állomás egyik végében egy körfoglalatban Mihail Frunze mellszobra található. Az ő nevét viseli az állomás. Az állomásra a Komszomolszkij körútról és a Kolzunov-közből vezet lejárat.
Átlagosan 47 410 ember használja az állomást naponta.
Röviddel az állomás után egy szervizalagút vezet a Kolcevaja-vonalra.

## Fordítás
- Ez a szócikk részben vagy egészben  a   Frunzenskaya (Moscow Metro) című angol Wikipédia-szócikk fordításán alapul.  Az eredeti cikk szerkesztőit annak laptörténete sorolja fel. Ez a jelzés csupán a megfogalmazás eredetét és a szerzői jogokat jelzi, nem szolgál a cikkben szereplő információk forrásmegjelöléseként.